# Noorse lundehond
De Noorse lundehond of Lundehund is een hond die van nature voorkomt op de Lofoten, een ruige eilandengroep nabij Noorwegen. Daar werden ze ingezet bij de jacht op papegaaiduikers (lunde). Ten gevolge hiervan ontwikkelden ze speciale anatomische kenmerken. Sinds de jacht op de papegaaiduiker verboden is, is de Noorse lundehund een bedreigd ras.

## Gebruik
Terwijl Noorse lundehonden vrijwel uitsluitend als gezelschapshonden worden gehouden dienden ze oorspronkelijk om papegaaiduikers mee te vangen. Daarvoor moesten de honden op steile, glibberige rotswanden klauteren en door nauwe spleten kruipen. Onder meer poten, ruggengraat en oren zijn in de loop van honderden jaren daarop aangepast. Ze werden  zeker al in 1600 gebruikt voor de jacht op de papegaaiduiker. Ooit was een Noorse lundehond meer waard dan een melkkoe.

## Lichaamskenmerken

### Hoogte & massa
- reu = 35–38 cm, 7 kg.
- teef = 32–35 cm, 6 kg.

### Vacht
De Noorse lundehond is altijd (licht)bruin en wit (soms ook een beetje zwart) gekleurd en heeft een dikke vacht tegen de kou. De zwarte en grijze variant (met witte tekening) is uitgestorven.

### Poten
De poten van de Noorse lundehond zijn aangepast aan het leven op steile kliffen en rotswanden. Aan elke poot heeft de lundehund zes tenen, waardoor het oppervlak van de poot groter is en de hond meer grip heeft. De duim is zeer beweeglijk en kan in elke richting gedraaid worden. Ook dat zorgt voor extra grip.
Om door nauwe gangen te kunnen kruipen, kan de hond de voorpoten volledig zijdelings strekken. Dit heeft tot gevolg dat de hond een eigenaardige manier van lopen heeft.

### Ruggengraat
De ruggengraat van de hond is zeer soepel om zich door nauwe doorgangen te kunnen bewegen. Het is de enige hond waarvan men de kop naar achteren kan plooien zonder de nek te breken.

### Oren
Doordat het kraakbeen in de oren van de Noorse lundehond niet hard is, kunnen ze hun gehoorgangen afsluiten, zodat er geen vuil in kan. Ze kunnen hun linker- en rechteroor ook apart sluiten, zodat ze toch nog kunnen horen waar hun prooi zich bevindt.

### Tanden
Een Noorse lundehond heeft 38 tanden, terwijl de meeste andere honden er 42 hebben.

## Fok
Na het verbod op de papegaaiduikerjacht waren de honden niet meer nodig voor dat doeleinde. Rond 1945 waren er nog slechts zes in leven. Liefhebbers zijn toen vanwege de bijzondere eigenschappen met deze dieren gaan fokken. De jachthond werd een gezelschapshond. In 2023 waren er wereldwijd ongeveer tweeduizend.
Alle lundehonden stammen af van een klein aantal ouderdieren die ook nauw aan elkaar verwant waren. Als gevolg daarvan komen bij 10-15% van alle dieren ernstige stofwisselingsziekten voor, het zogenoemde lundehond-syndroom.
Akita ·
Amerikaanse akita ·
Alaska-malamute ·
Basenji ·
Canaänhond ·
Canadese eskimohond ·
Chowchow ·
Cirneco dell'Etna ·
Eurasiër ·
Europese sledehond ·
Faraohond ·
Finse lappenhond ·
Finse spits ·
Groenlandse hond ·
Hokkaido ·
IJslandse hond ·
Jämthund ·
Japanse spits ·
Kai ·
Karelische berenhond ·
Keeshond ·
Kintamanihond ·
Kishu ·
Koreaanse jindohond ·
Lapinporokoira ·
Mexicaanse naakthond ·
Noorse buhund ·
Noorse elandhond ·
Noorse lundehond ·
Norrbottenspets ·
Oost-Siberische laika ·
Peruaanse naakthond ·
Podenco canario ·
Podenco ibicenco ·
Podengo Português ·
Russisch-Europese laika ·
Samojeed ·
Shiba ·
Shikoku ·
Siberische husky ·
Taiwandog ·
Thai Bangkaew Dog ·
Thai ridgebackdog ·
Västgötaspets ·
Volpino italiano ·
Westsiberische laika ·
Yakut laika ·
Zweedse lappenhond